# Pectiantia
Pectiantia là một chi thực vật có hoa trong họ Saxifragaceae.